# Лобогерреро, Камила
Мария Камила Лобогерреро (исп. María Camila Loboguerrero; 3 сентября 1941, Богота — 21 июня 2025, Богота) — колумбийский кинорежиссёр, сценарист и продюсер. Первая женщина-режиссёр, снявшая художественный фильм в Колумбии.

## Биография

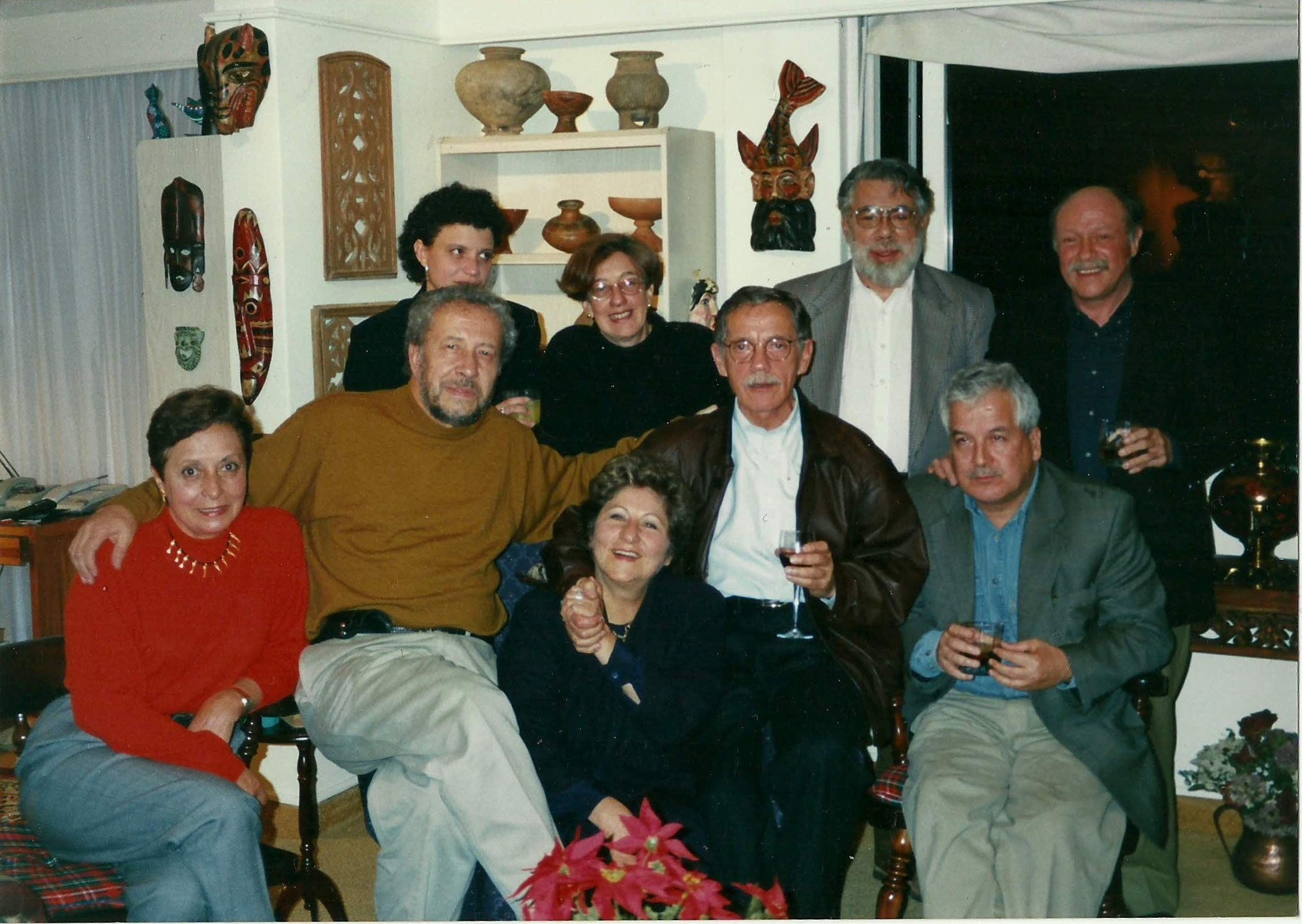
Камила Лобогерреро в компании колумбийских режиссёров Норден, Франсиско, Луис Альфредо Санчес, Лисандро Дуке Наранхо и других

Родилась 3 сентября 1941 года в Боготе.
Училась в Андском университете, где изучала изящные искусства и познакомилась с будущим мужем — архитектором Рафаэлем Мальдонадо (1936—2001). В 1967 году отправилась изучать историю искусств в Сорбонне в Париже. В кинотеатрах Латинского квартала познакомилась с бразильским «новым кино» Cinema Novo и «новым кино» Латинской Америки (Nuevo Cine). Вдохновлённая перуанским документалистом Хорхе Рейесом, она решила, что тоже может стать режиссёром, и стала изучать кинематографию в экспериментальном университетском центре в Венсене.
В 1971 году с сыном вернулась в Колумбию, чтобы снимать фильмы.
Сняла на 8-мм киноплёнку документальный короткометражный фильм José Joaquín Barrero (1972) о художнике, зарабатывающем на жизнь подработкой смотрителем здания, короткометражный игровой фильм Beatriz González I-Musa (1975) о музе художницы Беатрис Гонсалес, документальный короткометражный фильм Arquitectura republicana (1976) — экскурсия по сохранившимся зданиям республиканского периода (1819 — около 1930) в центре Боготы.
В 1984 году дебютировала с фильмом «С его музыкой в другом месте» (Con su música a otra parte), снятом при поддержке государственной кинокомпании ФОСИНЕ (Фонд содействия развитию кинематографии, Compañía del Fomento Cinematográfico, FOCINE), образованной в 1978 году в Боготе. Стала первой женщиной-режиссёром, снявшим художественный фильм в Колумбии. Деньги на свой дебют Камила нашла самостоятельно, став продюсером фильма вместе со своим мужем, архитектором Рафаэлем Мальдонадо.
В 1990 году вышел её второй полнометражный фильм «Мария Кано» (María Cano) о лидере рабочего движения 1920-х годов Марии Кано (1887—1967), снятый при поддержке ФОСИНЕ. Фильм стал самой известной работой режиссёра.
После принятия Конституции Колумбии 1991 года ФОСИНЕ была ликвидирована в 1993 году. 
В январе 1995 года вышел документальный сериал «Иммигранты» (Inmigrantes) об иммигрантах, прибывших в Колумбию в первой половине XX века. Восемь серий рассказывают о немцах, японцах, евреях, мусульманах, сирийцах и ливанцах, испанцах, итальянцах и аргентинцах, девятая серия посвящена румынам, венграм и русским.
В 2000 году непродолжительное время была директором по кинематографии Министерства культуры.
В 2003 году принят новый Закон о кино (Ley 814 de 2003), отразивший государственную политику поддержки и развития национального кинематографа.
В 2008 году вышел её третий полнометражный фильм Nochebuena (Nochebuena), снятый по сценарию, написанному с её сыном Матиасом.
Была профессором аудиовизуальных искусств в Национальном университете Колумбии.
В последние годы жизни была вице-президентом государственной организации DASC (Directores Audiovisuales Sociedad Colombiana), которая помогает режиссёрам защитить авторские права и получать экономическое вознаграждение, основанной Марио Митротти. В 2017 году Конгресс принял «Закон Пепе Санчеса» (Ley 1835 de 2017), который менял Статью 98 Закона об авторском праве (Ley 23 de 1982) и закреплял за авторами право на вознаграждение за публичное исполнение аудиовизуальных произведений.
Сыграла активную роль в создании Латиноамериканской федерации обществ авторов аудиовизуальных произведений (Federación de Sociedades de Autores Audiovisuales Latinoamericanos, FESAAL), которая стала основой Международной конфедерации авторов аудиовизуальных произведений (AVACI).
Умерла 21 июня 2025 года в Боготе.

## Личная жизнь
В 1971 году вышла замуж за Рафаэля Мальдонадо (1936—2001), архитектора. У пары два сына: Лукас (Lucas Maldonado) и Матиас (Matias Maldonado). Полнометражный дебют Лукаса Мальдонадо — документальный автобиографический фильм Yo, Lucas показан на Гаванском кинофестивале 2016 года. Лукас стал соавтором книги Rafael Maldonado : un arquitecto de tierra caliente (2018). Матиас Мальдонадо — сценарист (вместе с Камилой Лобогерреро) комедии Nochebuena (2008).